# 治水ダム

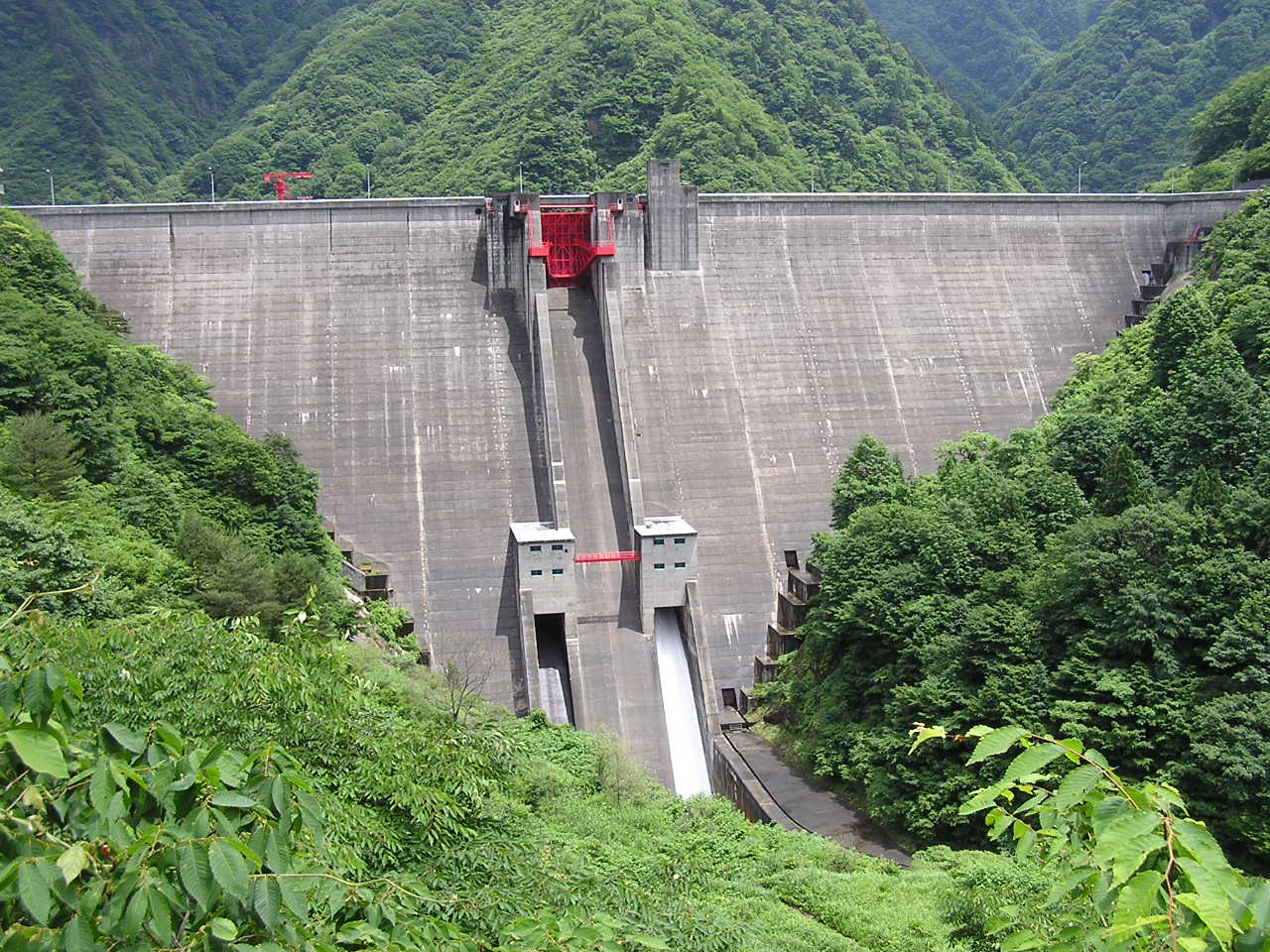
現在完成している中では日本最大の治水ダム加治川治水ダム（加治川・新潟県）

治水ダム（ちすいダム）とは、ダムの目的の中で治水（洪水調節・農地防災、不特定利水）に特化した目的を有するダムのことである。
概ね小規模のものが多いが、近年では大規模な治水ダムも計画されている。治水に限定して建設されるので、水道（上水道・工業用水道）の供給や水力発電は行わない。治水ダムにはダム湖に貯水をするものと、全く貯水を行わないものとがあり、後者は「流水型ダム」と呼ばれる。
ダムの型式については、重力式コンクリートダムの採用が大半を占めるが、ロックフィルダムやアースダム、さらにはそれらの複合型であるコンバインダムを採用した例もある。

## 沿革
ダム建設の目的は、まず灌漑（かんがい）用水の供給に始まり、その後上水道供給に比重が移され、18世紀に入ってからヨーロッパを中心に洪水調節を目的としたダムが建設されるようになった。しかし、程なくして1889年にドイツのオットー・インツェが多目的ダムの理論を提唱し、以後は単一目的のダムを建設するよりも、複数の機能を持ったダムを建設したほうが合理的であるという観点から、河川総合開発事業としての多目的ダム建設が隆盛となり、現在に至るまで海外においては治水を専用とするダムが建設されるケースは少ない。特にヨーロッパでは治水政策がほぼ完成に向かい、1万年に一度の大洪水にも耐えうるほどの対策が完備しているため、今後治水目的でダムが建設されることは考えにくい。
日本においても同様の流れでダム建設は進められており、太平洋戦争後になると経済安定本部が中心となってまとめた「河川改訂改修計画」により、利根川や淀川など全国各地の河川において多目的ダムが建設された。同時期、打ち続く台風による水害から地域の復旧を行うことを目的に、地域の災害復旧に助成金を支給して復興援助を行う「河川等災害助成事業」が全国各地で実施された。山口県の御庄川ダム（御庄川）や香川県の五名ダム（湊川）、茨城県の藤井川ダム（藤井川）が治水専用ダムとして建設されていった。

### 農地防災ため池

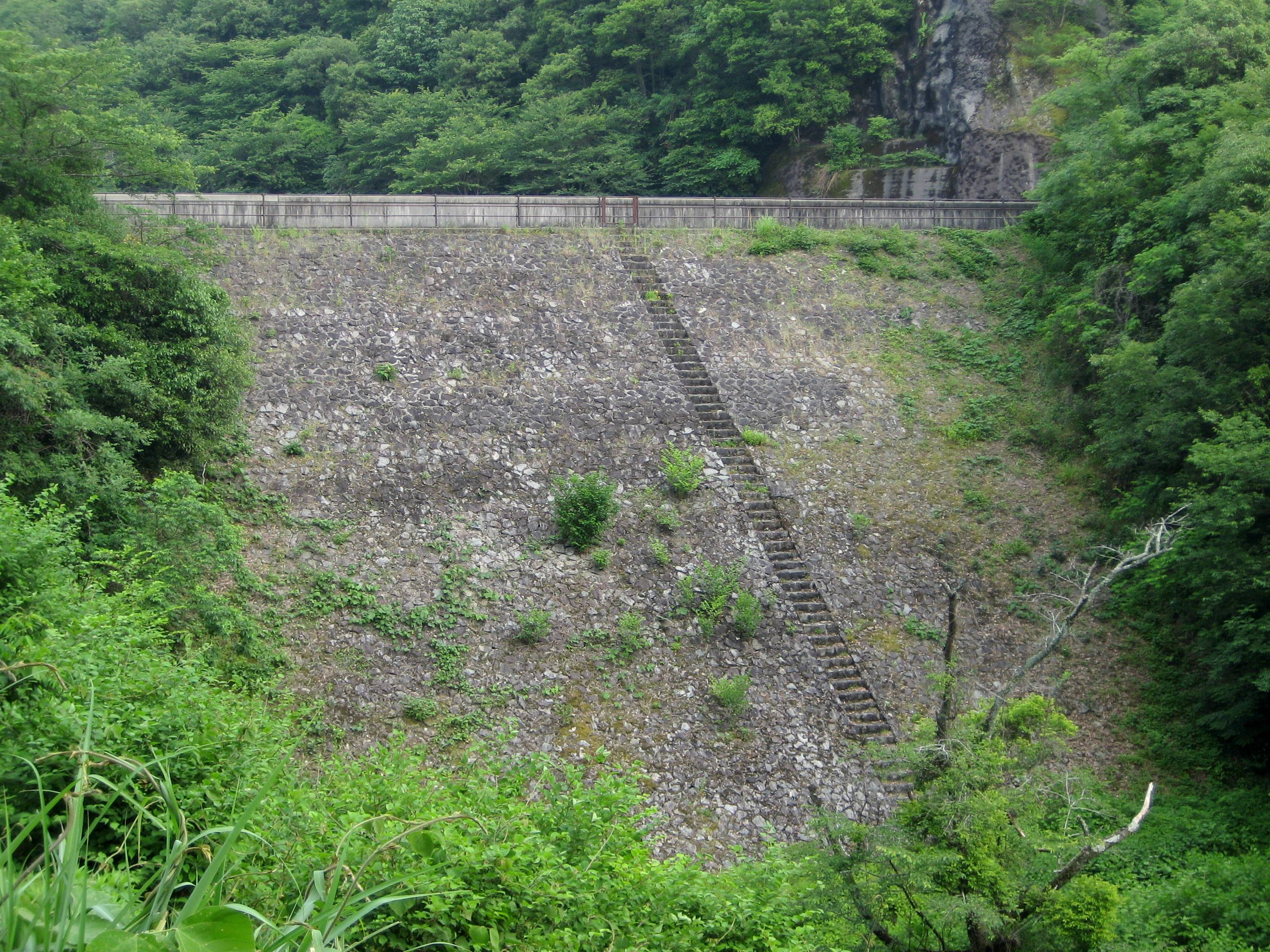
農地防災ため池・小渕ダム
（久々利川・岐阜県）

一方で食糧増産が課題であった農業政策で、農地の新規開拓は最重要となっていた。しかし、打ち続く台風や豪雨によって農地流失の被害が全国で相次ぎ、農地を水害から保全するための「農地防災事業」が「土地改良事業」や「かんがい排水事業」の一環として進められ、農地防災のためのダム建設が全国各地で進められた。これが農地防災ため池と呼ばれるものである。
日本で最初に完成したロックフィルダムである岐阜県の小渕ダム（久々利川。正式名称は小渕防災溜池）や、静岡県の大代川防災ダム（大代川）などがこれに当たり、1950年代から1960年代にかけて農地防災を目的とする治水ダムが盛んに建設された。

### 補助治水ダム
都市の発展とともに、次第に宅地化が進展するにつれて中小河川での洪水被害が顕著となり、これを抑えるための河川改修が必須となった。ところがこのような河川の場合では住宅地を流れているケースも多く、堤防建設は家屋移転の補償費用が莫大なものとなることから次第に不可能になりつつあった。このため上流にダムを建設して治水に充てようとしたが、従来の「河川等災害助成事業」では、国庫から支出される助成金が最大でも被災金額の二倍が上限という規定があり、これでは十分な河川改修が遂行できないという問題が発生した。
これを解決するため、1967年（昭和42年）に制定されたのが「補助治水ダム制度」である。これは都道府県営ダムである多目的ダムが、建設に際して国庫補助を受けることが出来るという制度、補助多目的ダム制度を治水専用ダムにも援用しようとするものである。これによって必要な事業費の捻出（ねんしゅつ）が可能となり、1972年（昭和47年）に秋田県で完成した旭川治水ダム（旭川）を皮切りに全国各地で治水ダムが建設されるようになった。現在治水ダムは全国で215施設（建設中のものも含む。財団法人日本ダム協会調べ）があり、近年では国土交通省直轄の治水ダムも建設が進められている。

## 概説

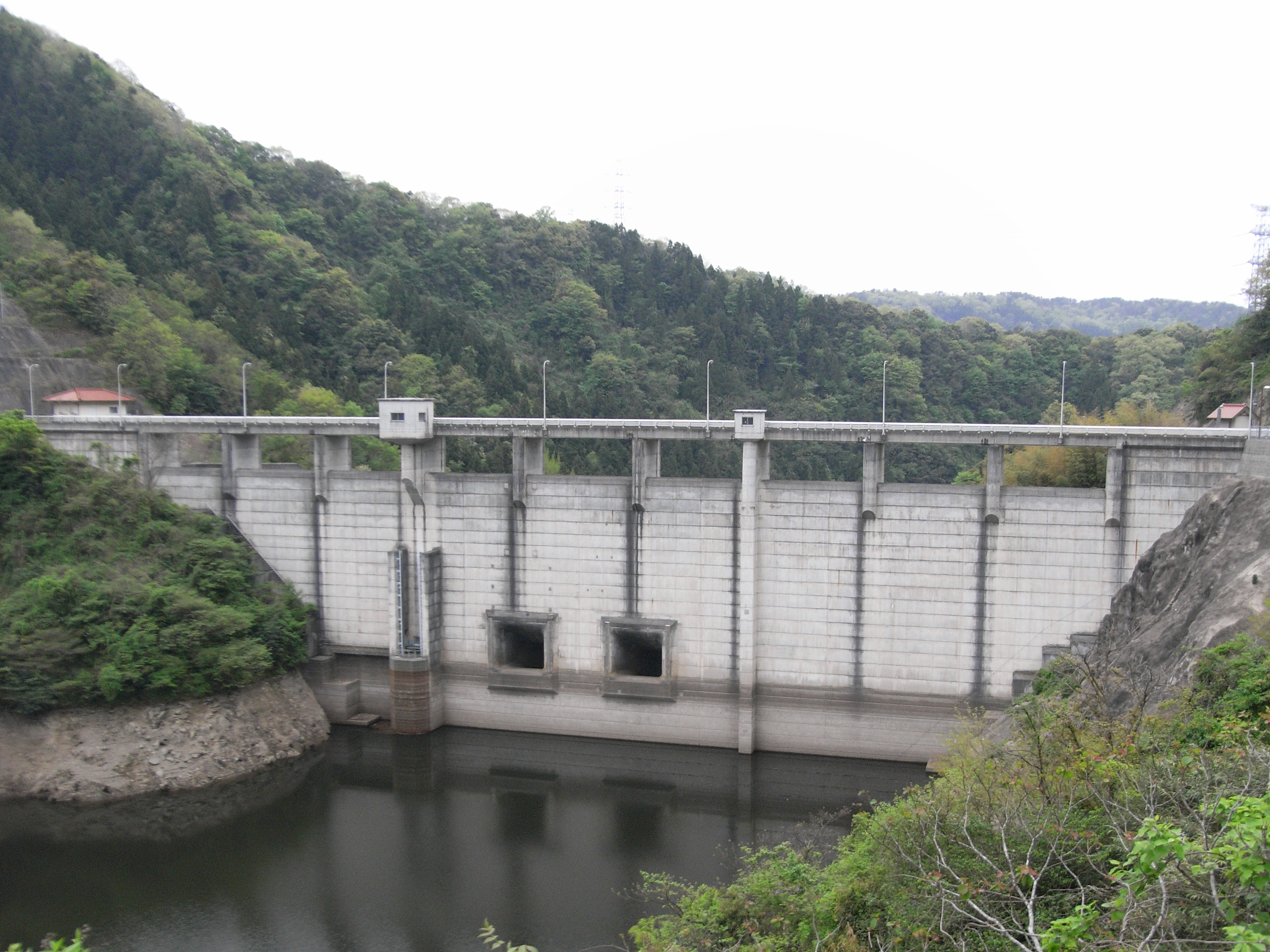
治水ダムの貯水池
ダム中央部のゲートから河水は放流される。多目的ダムに比べ、貯水位が低い。
ダム上部の非常用洪水吐きはゲートが全く存在しないので、ゲートレスダムである。
（御部ダム。三隅川・島根県）

治水ダムは、洪水調節が最大の主目的である。そのため、貯水池の利用配分が多目的ダムや利水専用ダムと大きく異なる。
通常、貯水池の容量である総貯水容量から堆砂が100年間に貯水池内に貯まる量を試算して算出した堆砂容量を差し引いた残りの貯水容量が、実際にダムの目的に使用される有効貯水容量となる。多目的ダムや利水専用ダムの場合では、この有効貯水容量の中に洪水調節容量や発電用量、水道供給のための利水容量が組み込まれているが、治水ダムの場合では有効貯水容量のほぼ全てが洪水調節容量となる。すなわち、治水に特化している分、より大量の洪水を貯水することが可能となる。このため、比較的規模が小さいダムであっても、多目的ダムと同等かそれ以上の洪水調節が行える。
多目的ダムの場合では、利水に差し支えないように細かな水量操作が必要となるので、貯水池の水量を余り低下させることが出来ない。また事前放流が必要となる場合が多いが、治水ダムの場合には利水への配慮が不要になるので事前放流の必要性も少なく、かつ貯水量をより低くすることが可能となる。従って、治水ダムの貯水位は多目的ダムのそれに比べて、一般に低くなっている（写真）。また利水目的が少ないことから流入した河水をそのまま貯水するだけで水位調節が事足りる。このためゲートを設置する必要性が薄くなるので、近年建設されている治水ダムのほとんどは、非常用洪水吐きにゲートを設置しないゲートレスダムとなっている。ゲートレスの場合、貯水量を超える洪水が流入しても、余剰分だけが自然に放流されるので細かなゲート操作の必要性がない。このため工費削減や管理簡素化の観点からも好まれる工法である。
ただし、河川維持用水や慣行水利権者への用水補給を行うといった不特定利水目的を有する治水ダムの場合は、利水放流用のバルブとしてハウエルバンガーバルブなどを設置して、一定量の水を下流に放流している。
| 所在地 | 水系     | 一次支川 （本川） | 二次支川 | 三次支川 | ダム           | 堤高 (m) | 総貯水容量 (千m3) | 管理主体   | 状態   |
| ------ | -------- | ----------------- | -------- | -------- | -------------- | -------- | ----------------- | ---------- | ------ |
| 埼玉県 | 荒川     | 大洞川            | —        | —        | 新大洞ダム     | 155.0    | 33,000            | 国土交通省 | 計画中 |
| 熊本県 | 球磨川   | 川辺川            | —        | —        | 川辺川ダム     | 107.0    | 133,000           | 国土交通省 | 建設中 |
| 新潟県 | 加治川   | 加治川            | —        | —        | 加治川治水ダム | 106.5    | 22,500            | 新潟県     | 運用中 |
| 愛媛県 | 肱川     | 河辺川            | —        | —        | 山鳥坂ダム     | 103.0    | 24,900            | 国土交通省 | 建設中 |
| 新潟県 | 胎内川   | 胎内川            | —        | —        | 胎内川ダム     | 093.0    | 17,100            | 新潟県     | 運用中 |
| 岐阜県 | 木曽川   | 長良川            | 亀尾島川 | —        | 内ヶ谷ダム     | 081.7    | 11,500            | 岐阜県     | 建設中 |
| 滋賀県 | 淀川     | 姉川              | —        | —        | 姉川ダム       | 080.5    | 7,600             | 滋賀県     | 運用中 |
| 岡山県 | 高梁川   | 西川              | 湯野川   | 三室川   | 三室川ダム     | 074.5    | 8,200             | 岡山県     | 運用中 |
| 岐阜県 | 木曽川   | 長良川            | 牛道川   | 阿多岐川 | 阿多岐ダム     | 071.4    | 2,550             | 岐阜県     | 運用中 |
| 新潟県 | 阿賀野川 | 常浪川            | —        | —        | 常浪川ダム     | 066.4    | 33,300            | 新潟県     | 中止   |
| 北海道 | 十勝川   | 佐幌川            | —        | —        | 佐幌ダム       | 046.6    | 10,400            | 北海道     | 運用中 |
| 北海道 | 庶路川   | 庶路川            | —        | —        | 庶路ダム       | 048.9    | 36,500            | 北海道     | 運用中 |

## 流水型ダム

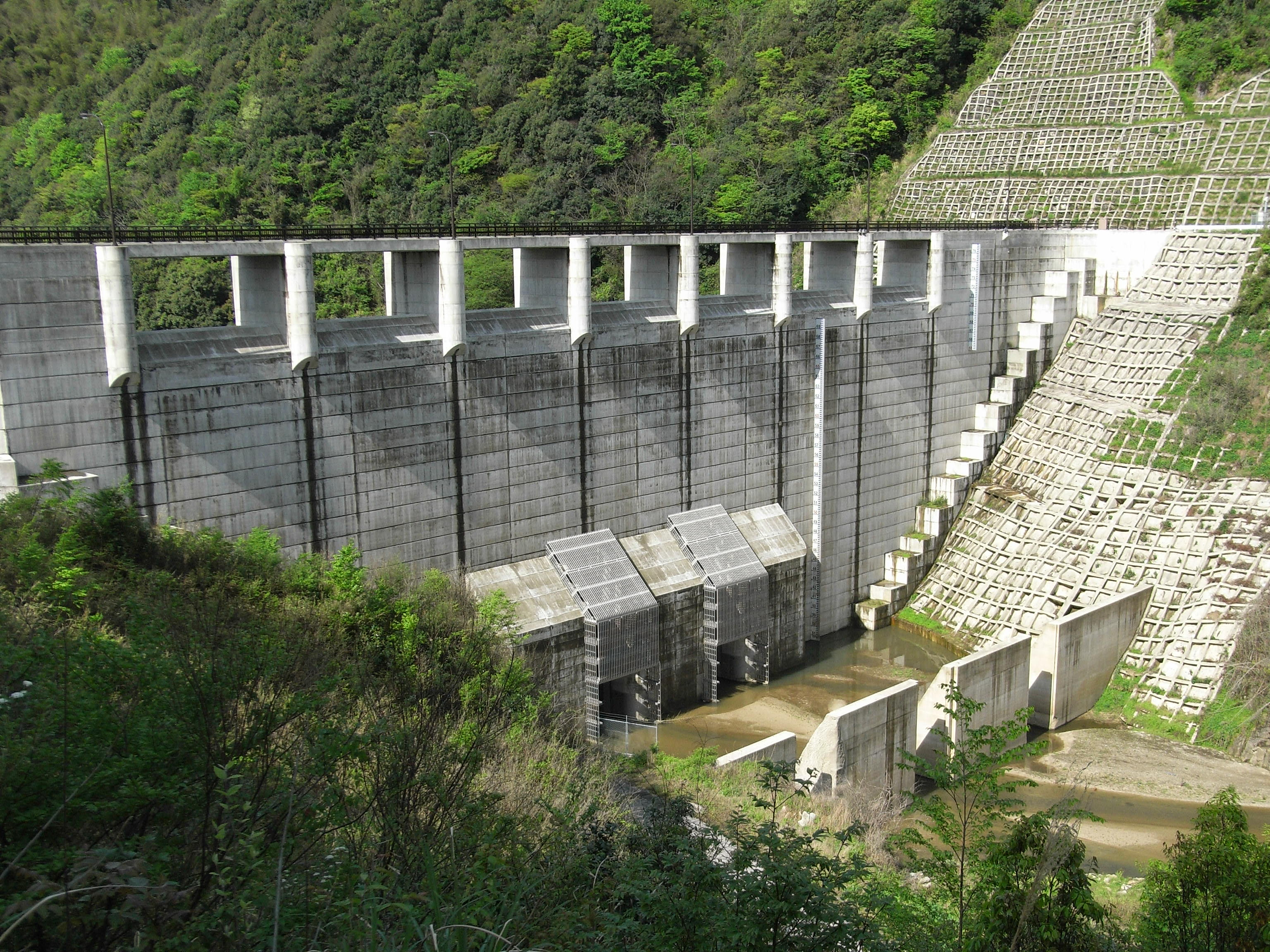
流水型ダムを上流から見た姿
一番下の穴から河水が流れる。
手前にあるのが流木よけ
（益田川ダム。益田川・島根県）

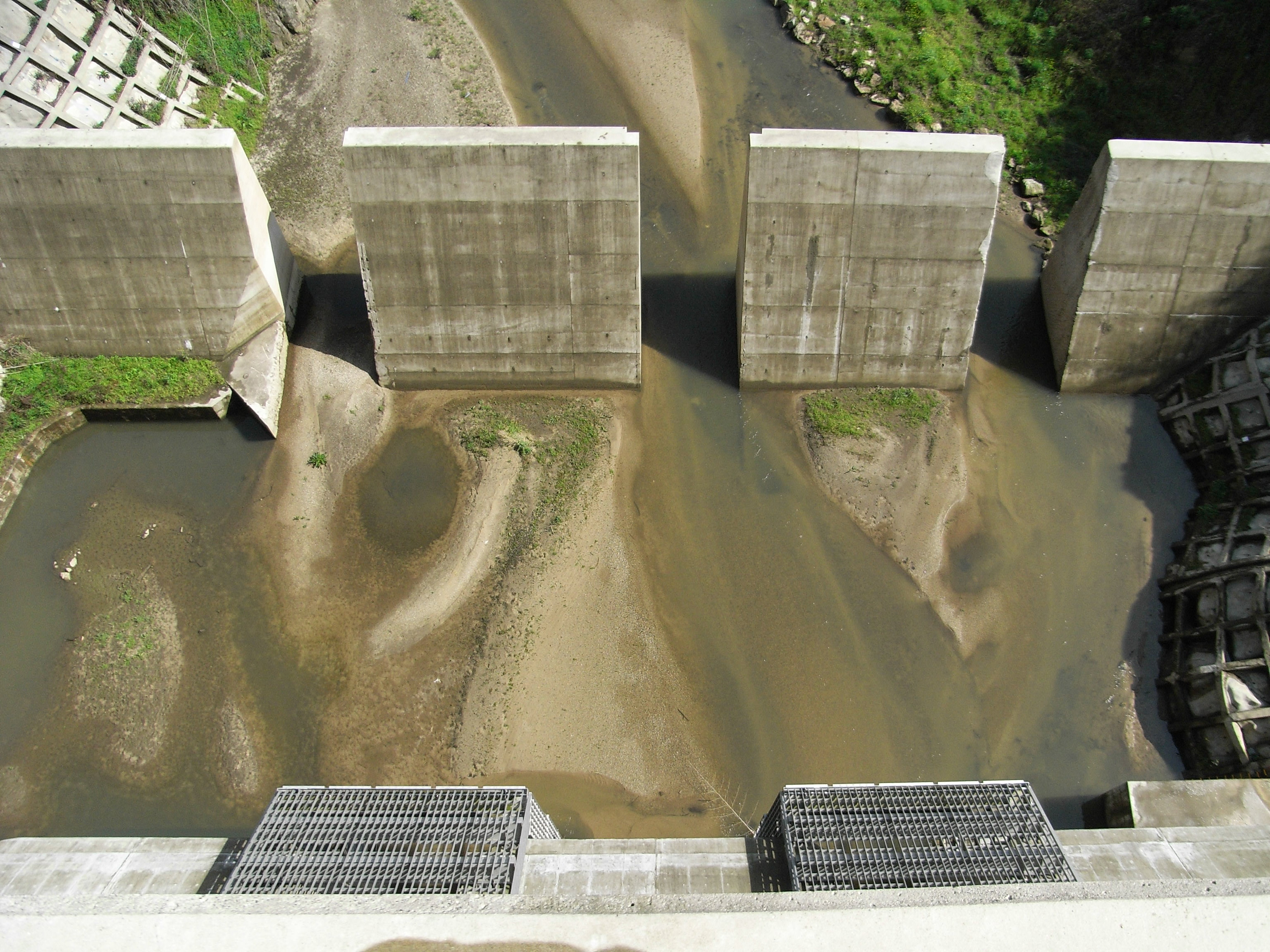
流木よけ（益田川ダム）

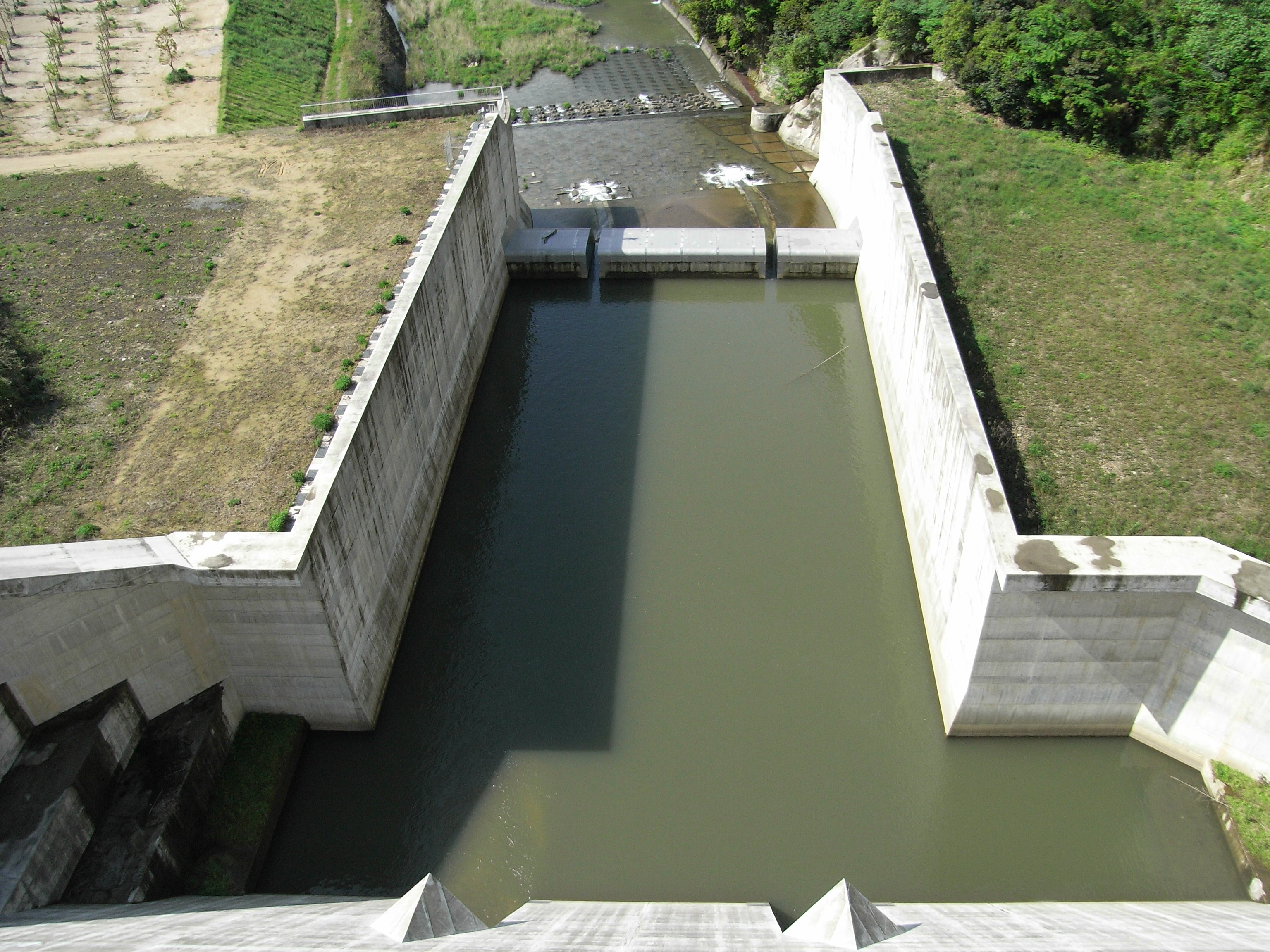
ダムの直下流部
魚類が通過できる工夫がされている。
（益田川ダム）

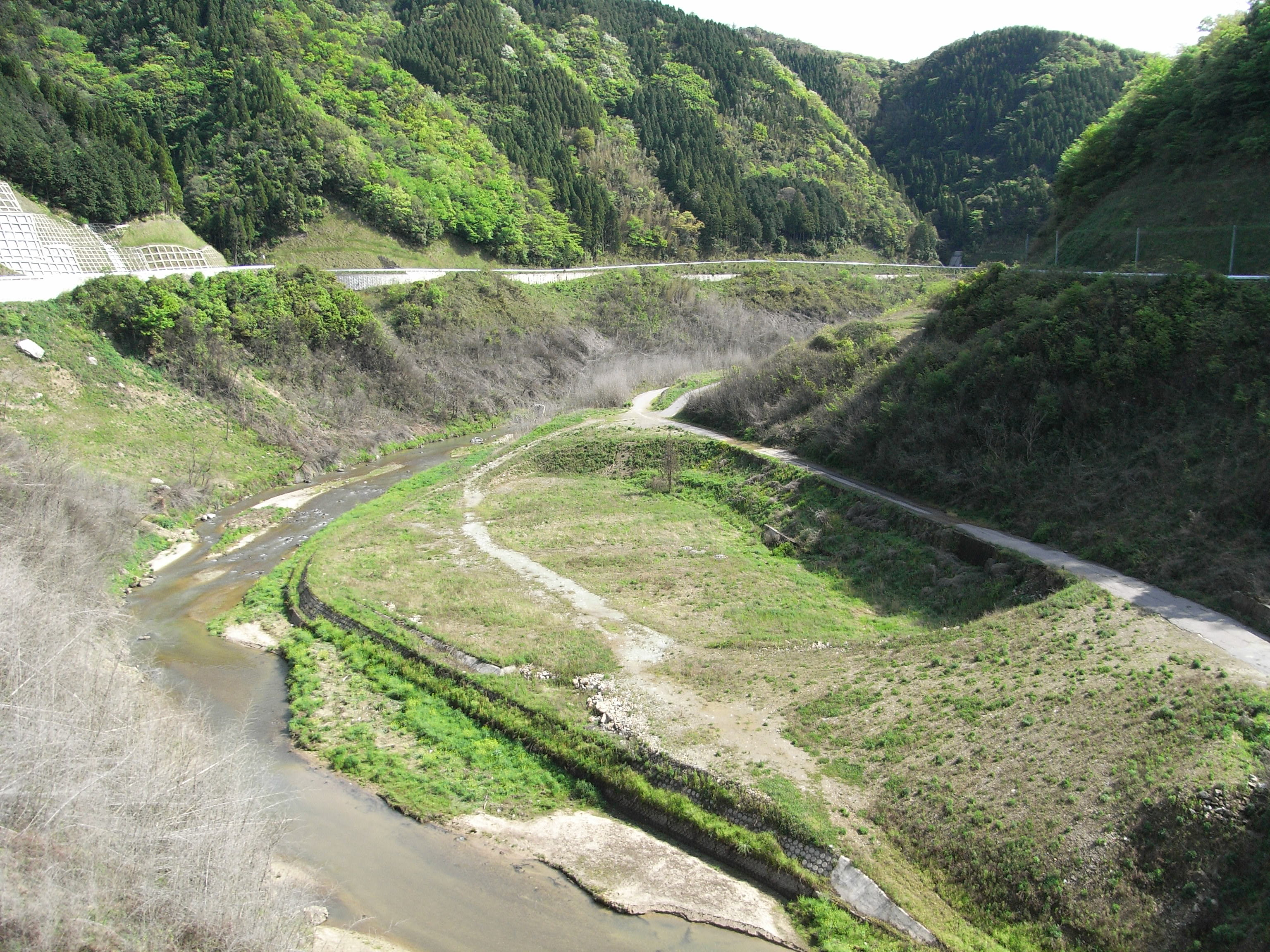
流水型ダムのダム湖
通常時は全く貯水していない
（益田川ダム・ひだまり湖）

流水型ダム（別名は穴あきダム）は、その名が示すとおり、ダム下腹部に常用洪水吐きに相当する穴が開いているダムの通称である。治水ダムの中でも洪水調節のみに目的を特化した治水専用ダムで盛んに採用される工法である。平常時は全く貯水を行わず、河水はダムが無い場合と同様に普通に流下していく。このため、通常時のダム湖は水が貯まっておらず、ただ川が流れている状態である（写真）。この穴から放流できる水量の上限は決まっており、それを上回る大量の水がダムに押し寄せる洪水時には、流入量の一部が放流され、残りがダムに貯水され、ダム湖の水位は上昇する。洪水の沈静化とともにダム流入量は低下、それに伴い貯水量は減少し水位は低下、やがて元の通常の状態に戻っていく。
穴の大きさは計画された洪水カット量を基準に算出し、設計される。従ってゲートが無くても一定量が放流される構造となる。また、ゲートレスであり、河床（川の底）の高さもダムの上流と下流とでほぼ同じあるため魚類の往来に支障が少なく、通常のダムで見られるような魚道などは必要ない。また、常用洪水吐きである穴が流木など上流からの漂流・漂着ごみでふさがれないように、ダムのすぐ上流部に柵（さく）などを設ける。
流水型ダムでは貯水容量の全てを洪水調節容量に使用できるため、水量調節の必要性が全くない。このためゲートが不要であり工費削減に貢献が可能である。また通常は自然な河水の流下を妨げず、魚類の往来に支障がないほか、ダムの宿命ともいえる堆砂（ダム湖に堆積した土砂）の除去が極めて簡便であるため、維持管理がし易いといった利点がある。ただし貯水を全く行わないので、利水には不適当である。
日本では1950年代より採用されており、農地防災ため池を中心に小規模なものが多く建設されている。「戦後最大の多目的ダム計画」である沼田ダム計画（利根川）の原点は、流水型ダム方式の治水ダムであった。なお、元長野県知事で脱ダム宣言を発表した田中康夫が発案した「河道内遊水地」というものは、「河道内に高さ30メートルから40メートルの堰堤（えんてい）を建設し、洪水時に貯水を行う」という趣旨のものであったが、これは流水型ダムの構造そのものであり、特に目新しいものではない。
ダム反対派の中には、「流木によるゲートの閉塞によってダムの機能が喪失する」、または、「急激な貯水によって地すべりなどを誘発する」、として流水型ダムに対しても否定的な意見がある。静岡県の大代川農地防災ダム（大代川）や原野谷川ダム（原野谷川）、和歌山県の小匠防災ダム（小匠川）などでは完成以後40年近く経過しているが、大きな問題もなく稼働しており、現状としては反対派が主張するような懸念は発生していない。しかし、既設の流水型ダムはいずれも小規模なものであり、足羽川ダムなど大規模な流水型ダムについては周辺の影響が未知数であるため、完成後も注意深い観察が必要であるとも考えられている。
| 所在地 | 水系     | 一次支川 （本川） | 二次支川 | 三次支川 | ダム             | 堤高 (m) | 総貯水容量 (千m3) | 管理主体   | 状態   |
| ------ | -------- | ----------------- | -------- | -------- | ---------------- | -------- | ----------------- | ---------- | ------ |
| 福井県 | 九頭竜川 | 日野川            | 足羽川   | 部子川   | 足羽川ダム       | 96.0     | 28,700            | 国土交通省 | 建設中 |
| 熊本県 | 白川     | 白川              | —        | —        | 立野ダム         | 87.0     | 10,100            | 国土交通省 | 建設中 |
| 熊本県 | 球磨川   | 川辺川            | —        | —        | 五木ダム         | 61.0     | 3,500             | 熊本県     | 計画中 |
| 北海道 | 石狩川   | 幾春別川          | 奔別川   | —        | 三笠ぽんべつダム | 53.0     | 8,620             | 国土交通省 | 建設中 |
| 長野県 | 信濃川   | 浅川              | —        | —        | 浅川ダム         | 53.0     | 1,100             | 長野県     | 運用中 |
| 滋賀県 | 淀川     | 芹川              | 水谷川   | —        | 芹谷ダム         | 52.0     | 5,560             | 滋賀県     | 中止   |
| 大分県 | 大野川   | 玉来川            | —        | —        | 玉来ダム         | 52.0     | 3,950             | 大分県     | 建設中 |
| 石川県 | 犀川     | 犀川              | —        | —        | 辰巳ダム         | 51.0     | 6,000             | 石川県     | 建設中 |
| 岩手県 | 気仙川   | 大股川            | —        | —        | 津付ダム         | 48.6     | 5,600             | 岩手県     | 中止   |
| 島根県 | 益田川   | 益田川            | —        | —        | 益田川ダム       | 48.0     | 6,750             | 島根県     | 運用中 |
| 山形県 | 最上川   | 最上小国川        | —        | —        | 最上小国川ダム   | 46.0     | 2,600             | 山形県     | 運用中 |

## 治水ダムを巡る動き
治水ダムを巡る動きは、当時の国内事情によって治水ダムの計画が左右されるという例が顕著にみられる。1970年代から1980年代に掛けては人口増加や電力需要の増加によって治水ダムの多目的ダム化という動きがあり、1990年代以降は逆に水需要の減少による多目的ダムの治水ダム化という動きが見られた。

### 治水ダムから多目的ダムへ

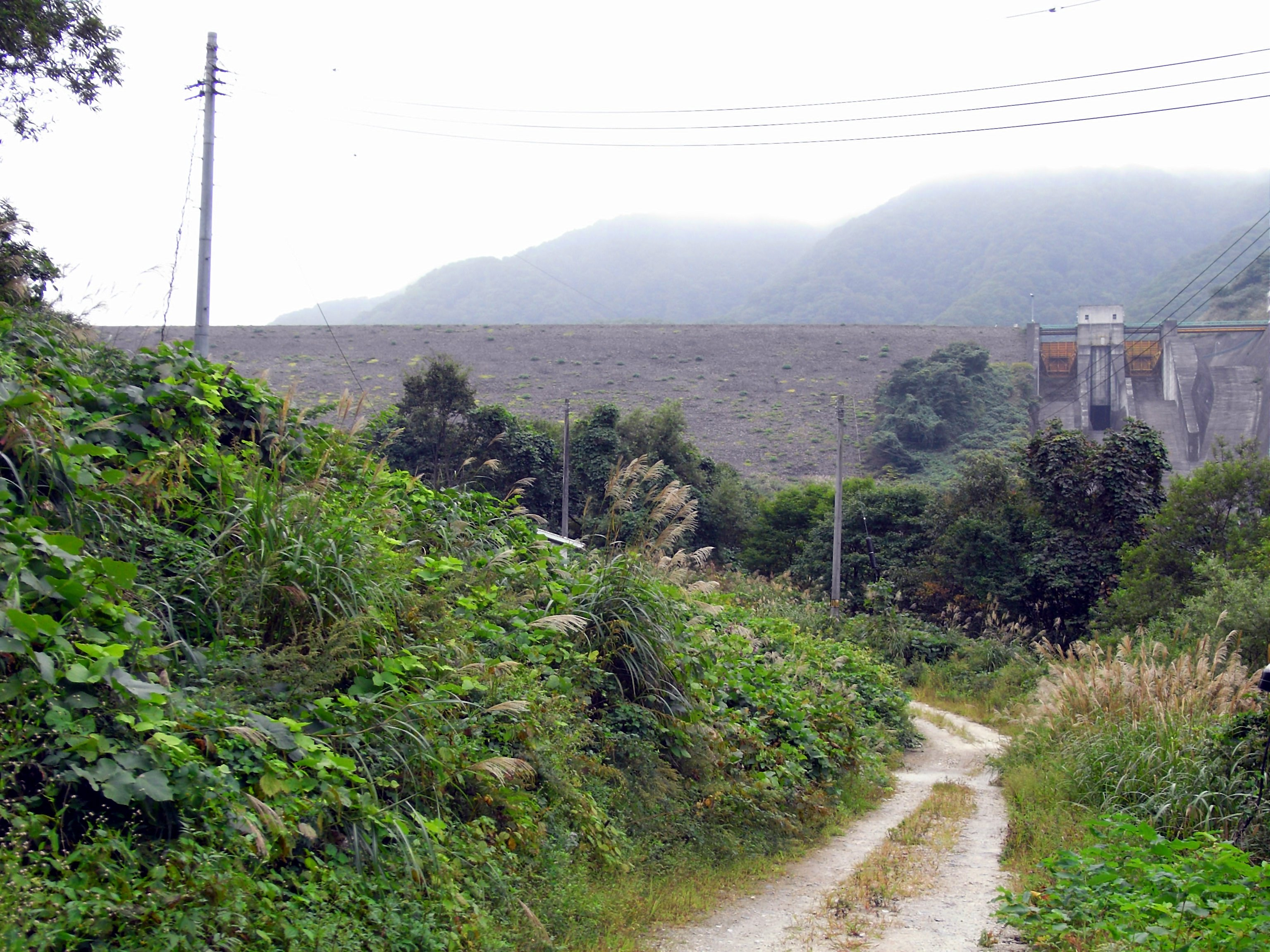
治水ダムから多目的ダムに変更された漆沢ダム（鳴瀬川・宮城県）

1967年（昭和42年）の補助治水ダム事業の導入以降、多くの地方自治体で治水ダムの建設が盛んとなった。だがこの時期は人口の増加が著しい時期でもあり、上水道や工業用水道の需要が増加していた。また、オイルショック以降、国産エネルギー需給体制の強化が叫ばれ、一般水力発電事業の見直しも図られるようになった。
これを受け、当初は治水ダムとして計画されていたダムが多目的ダムに計画変更される例が続出した。例えば宮城県の鳴瀬川本流に建設が進められていた漆沢ダムであるが、当初の1970年（昭和45年）には洪水調節専用であったものが、大崎市（当時は古川市）など鳴瀬川下流部の宅地化進行や工業団地進出によって水需要が逼迫（ひっぱく）したことにより上水道と工業用水道の目的が加わり、さらに電源開発（発電所）の緊急性が高まったことで水力発電も目的に加わり、1980年（昭和55年）には五つの目的を持つ多目的ダムに事業は大幅に拡大した。
また治水ダムの初期例で流水型ダムでもあった茨城県の藤井川ダムは、水戸市の水道需要拡大と沿岸農地の耕地面積拡大で水需要が逼迫し、ダムを管理する茨城県は1977年（昭和52年）よりダム再開発事業として多目的ダム化を行い、流水型ダムにゲートを設置して貯水を行うこととした。こうした治水ダムの多目的ダム化は全国各地で見られ、特に下流地域への上水道供給目的を付加する例が多かった。1980年代後半以降は、ダム管理に必要となる電力をまかなえる程度の小規模発電所やマイクロ水力発電相当の水力発電所が設置される例もみられた。

### 多目的ダムから治水ダムへ

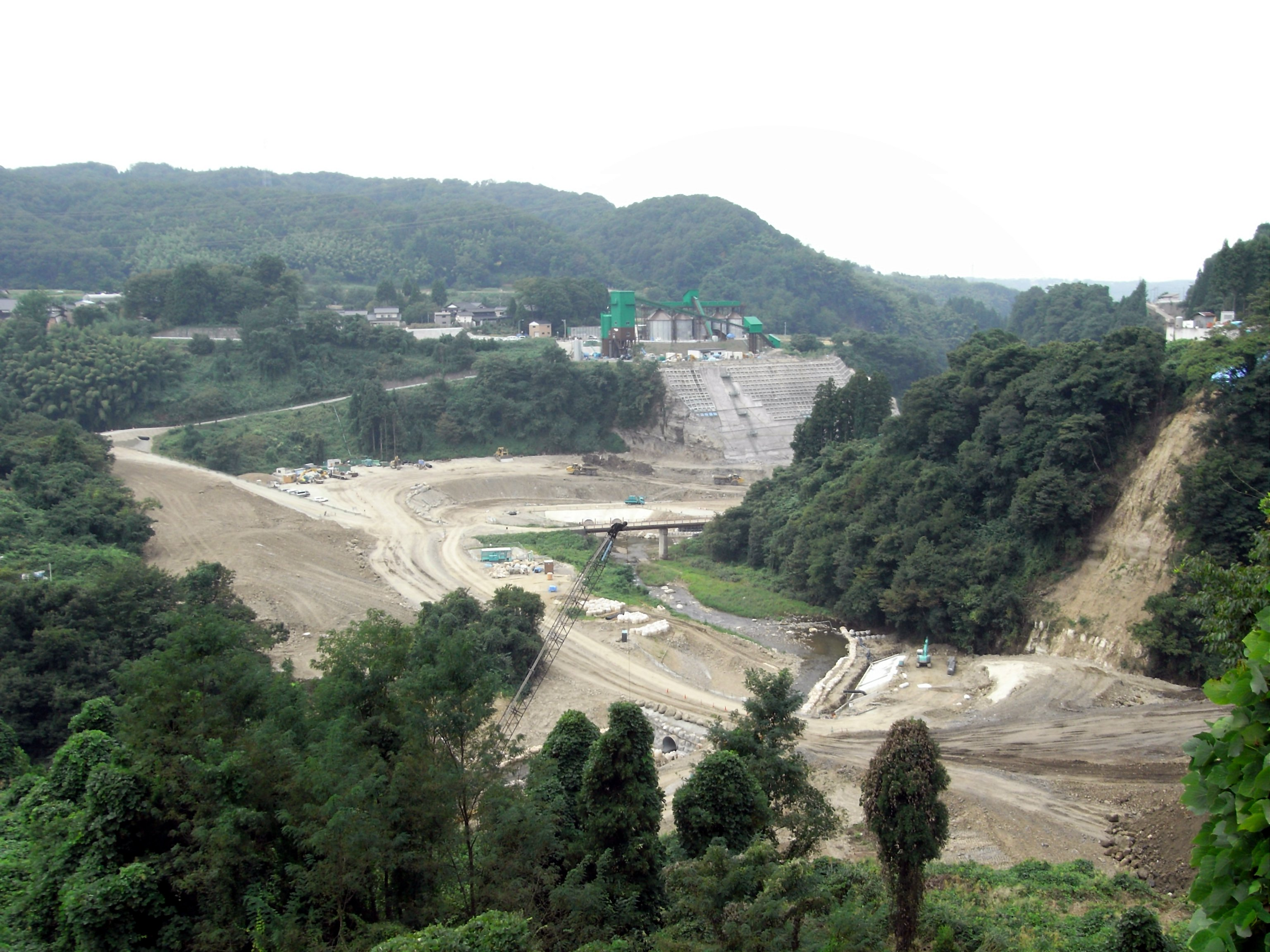
多目的ダムから治水ダムへ変更された辰巳ダム（犀川・石川県）の建設予定地。ダム本体の工事に着手するまで33年費やしている。

治水ダムから多目的ダムへの事業変更例がある一方で、1990年代以降はバブル崩壊による不況や産業の空洞化、産業形態が重厚長大型から軽薄短小型へ移行することで工業用水需要や電力需要の増加が伸び悩み、もしくは低下した。また人口の増加もこのころ鈍化の傾向を示し、公共事業の見直しを迫る風潮も手伝って多目的ダム事業も大幅な修正を余儀なくされた。反面、地球温暖化による極端な集中豪雨が連年全国各地を襲い、治水対策の再検討も叫ばれた。こうした中、堤防建設や川幅の拡張、あるいは家屋移転を伴う氾濫（はんらん）原の復元といったヨーロッパ型の治水手法が過密な宅地化によって行えない現状において、ダムによる洪水調節が重要視された。こうした動きの中で、多目的ダムの事業や規模を縮小して治水ダム化するという事業例が見られ始めた。
特に顕著なのが国土交通省直轄ダムである。従来は特定多目的ダム事業に特化していた国土交通省であるが、水需要の減少と集中豪雨の増加によっていくつかの多目的ダムについて治水ダムとして事業変更を行った。前者（利水目的の消滅）の理由により治水ダムとなった例として中予分水事業が中止になったことで治水ダムへ変更した愛媛県の山鳥坂ダム（河辺川）、1966年（昭和41年）の計画発表以来40年以上着工できていない熊本県の川辺川ダム（川辺川）などが挙げられる。一方後者（豪雨被害対策）による変更で代表的なものが福井県の足羽川ダムであり、当初多目的ダムであったが住民の反対で事業凍結していたものの、2004年（平成16年）の平成16年7月福井豪雨による足羽川流域の深刻な被害を機に、多目的ダムから治水ダムへの変更を行って事業再開を2006年（平成18年）より開始した。だがこうした動きに対してダム建設に反対する日本共産党や市民団体は「税金のムダ使い」であるとして連携した反対運動を繰り広げている。
また、従来は建設を行わなかった新規の治水ダム事業にも国土交通省は着手、流水型ダムとして熊本市を流れる白川上流に現在立野ダムを建設しているほか、荒川ダム再編事業として埼玉県に計画している新大洞ダム（大洞川）は高さ155メートルと、完成すれば日本で最も高い治水ダムとなる。
各地方自治体においても同様の傾向が見られ、代表的なものとして石川県の犀川に建設が予定されている辰巳ダムは多目的ダムから流水型ダム方式の治水ダムに計画が変更されている。また長野県に次いで脱ダム施策を発表した滋賀県も、嘉田由紀子知事がダムは治水に有効であると容認に方針を転換。芹谷ダム（芹川）や北川第一ダム（北川）を流水型ダムとして建設を検討していた。一方で、国土交通省が事業を一時凍結していた大戸川ダム（大戸川）や丹生ダム（高時川）について再開するという河川整備計画原案を示した時期からはダムに対して嘉田知事は再度慎重な姿勢を貫いている。ただ、芹谷ダムについては最終的な結論には至っておらず、さらに検討を進める必要があるとしている。しかしこうした動きにも賛否両論が絶えない。さらに福岡県が建設する藤波ダム（巨瀬川）は計画発表から完成まで39年を要したなど、いくつかの治水ダムは日本の長期化ダム事業に名を連ねている。
40年以上も経過して完成していないダムについては必要性への疑問が日本共産党などダム反対派や一部の流域市民などから呈されている、また大河川では治水事業の整備により洪水被害が減少した一方で、中小河川については都市部を中心に集中豪雨による被害が多発している。このためダムに頼る治水だけではなく堤防補強や河道掘削の実施、また減災対策などソフト面での対策を含めた総合的治水対策の必要性を重視する意見もある。